# Ielena Gúrieva
Ielena Gúrieva (rus: Еле́на Ильи́нична Гу́рьева)  (29 de novembre de 1958) va ser una jugadora d'hoquei sobre herba soviètica que va competir durant les dècades de 1970 i 1980.
El 1980 va prendre part en els Jocs Olímpics de Moscou, on guanyà la medalla de bronze en la competició d'hoquei sobre herba. En el seu palmarès també destaca una medalla de plata al Campionat d'Europa d'hoquei sobre herba de 1984.